# 賈一凡
賈 一凡（か いつぼん、ジア・イーファン、英語: Jia Yifan、1997年6月29日 - ）は、中華人民共和国の女子バドミントン選手。

## 経歴
陳清晨とペアを組む。
2021年と2022年の世界選手権で優勝した。また、2018年のアジア競技大会と2019年、2022年のアジア選手権でも優勝した。
2020年東京オリンピックでは、女子ダブルスの決勝でインドネシアペアに敗れ、銀メダルを獲得した。
2024年パリオリンピックでは念願の金メダルを獲得。その後、陳清晨（チェン・チンチェン）とのコンビを解消。